# Dichelostemma ida-maia
Dichelostemma ida-maia je jednoděložná rostlina z čeledi chřestovitých. Je to vytrvalá hlíznatá bylina, pocházející z jihozápadu Spojených států, nápadná barevnými trubkovitými květy, které jsou v přírodě opylovány ptáky. V Česku je někdy nabízena pod triviálním jménem ohňostrojka.

## Charakteristika
Dichelostemma ida-maia je vytrvalá bylina s listy v přízemní růžici, vyrůstající z podzemní stonkové hlízy. Listy jsou 30 až 50 cm dlouhé, v počtu 3 až 5. Květní stvol je 30 až 90 cm vysoký a nese okolíkovité květenství složené z 6 až 20 květů podepřených kopinatými červenavými listeny. Květy jsou 20 až 27 mm dlouhé, převislé, okvětí je červené, trubkovité, v dolní části se 6 vydutými růžky, v horní části se žlutozelenými nazpět zahnutými, 7 až 9 mm dlouhými okvětními cípy. Tyčinky jsou 3, s nitkami po celé délce přirostlými ke korunní trubce. Semeník je svrchní, srostlý ze 3 plodolistů a zakončený jedinou čnělkou s trojlaločnou bliznou. Kvete od května do července. Plodem je lokulicidní trojhranná tobolka. Semena jsou černá, ostrohranná.

## Rozšíření
Dichelostemma ida-maia se vyskytuje na jihozápadě USA ve státech Kalifornie a Oregon. Roste na lesních okrajích a na travnatém pobřeží v nadmořských výškách 0 až 2000 metrů.

## Ekologické interakce
Dichelostemma ida-maia je jediný druh rodu Dichelostemma, který je opylovaný ptáky lákanými červenou barvou trubkovitých květů.

## Pěstování
Tento druh není na pěstování příliš náročný, vyžaduje však v létě suchou periodu. Po vyrašení listů či květů je třeba dostatečná závlaha.